# Alexander Gordon Melville
Alexander Gordon Melville (1819 - 1901) foi um anatomista comparativo irlandês, mais conhecido por seu trabalho sobre o dodó. Foi professor de História Natural da Universidade Nacional da Irlanda, Galway, de 1849 a 1882.
Melville tornou-se mestre pela Universidade de Edimburgo, onde se especializou em anatomia. Ele então se mudou para a Universidade de Oxford como assistente de Henry Wentworth Acland. Ele lecionava para a Royal Society Zoological. Na reunião de 1847 da Associação Britânica, Melville participou do debate sobre Lepidosiren, julgando que fosse um anfíbio.